# Arboga station
Arboga station är en järnvägsstation i Arboga som ligger centralt belägen längs centrumleden. Den ligger vid Mälarbanans sträckning mellan Örebro och Västerås. Den räknas även som utgångspunkt för Svealandsbanan mot Eskilstuna. Dessutom utgår Mälarbanans gamla sträckning mot Frövi från Arboga. 

## Historik
Den ursprungliga stationsbyggnaden i Arboga invigdes den 26 augusti 1857. 1897 stod ett nytt stationshus färdig som fortfarande kan beses i korsningen Köpingsvägen/Stationsgatan. Huset ritades av Örebroarkitekten Karl Lundmark, men efter dennes bortgång kompletterades ritningarna av Anders Lindstedt.
I samband med att Mälarbanan fick en ny sträckning mellan Arboga och Örebro, byggdes även en ny stationsbyggnad i Arboga. Den nya stationsbyggnaden, som är ett resecentrum, öppnades den 16 december 1996.

## Galleri

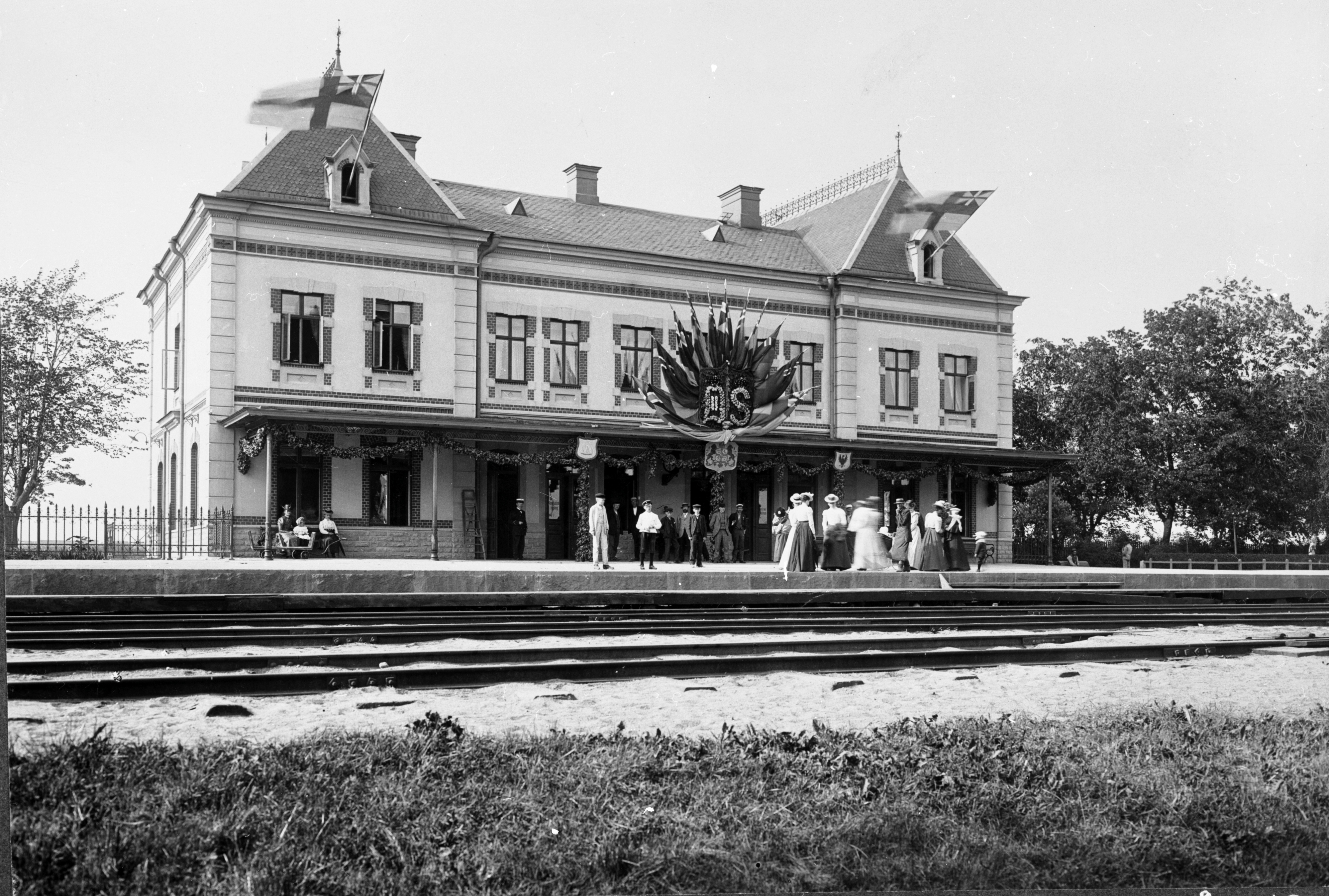
Stationsbyggnaden från 1897 i Arboga
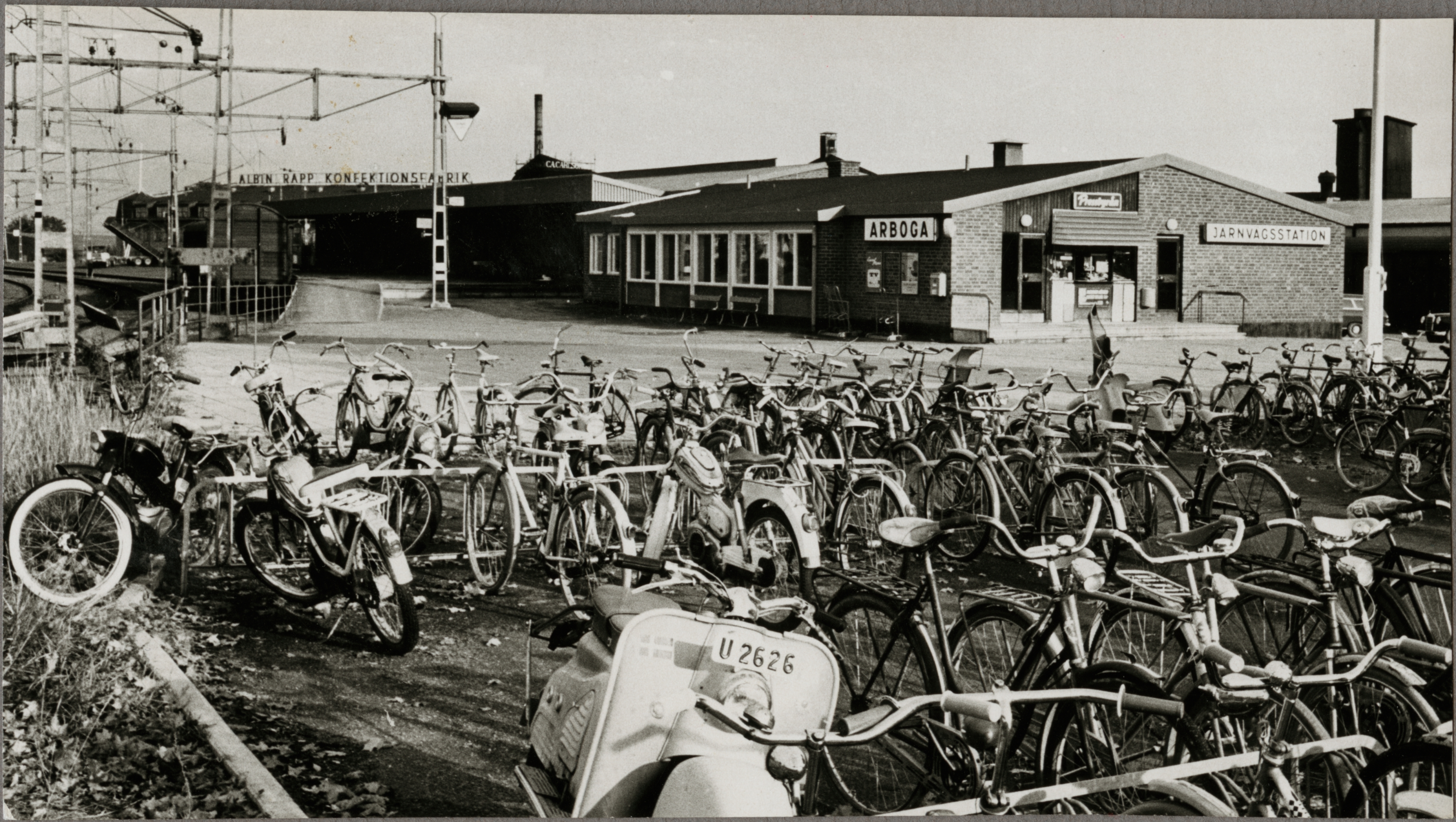
Sidobyggnad till den ursprungliga stationsbyggnaden
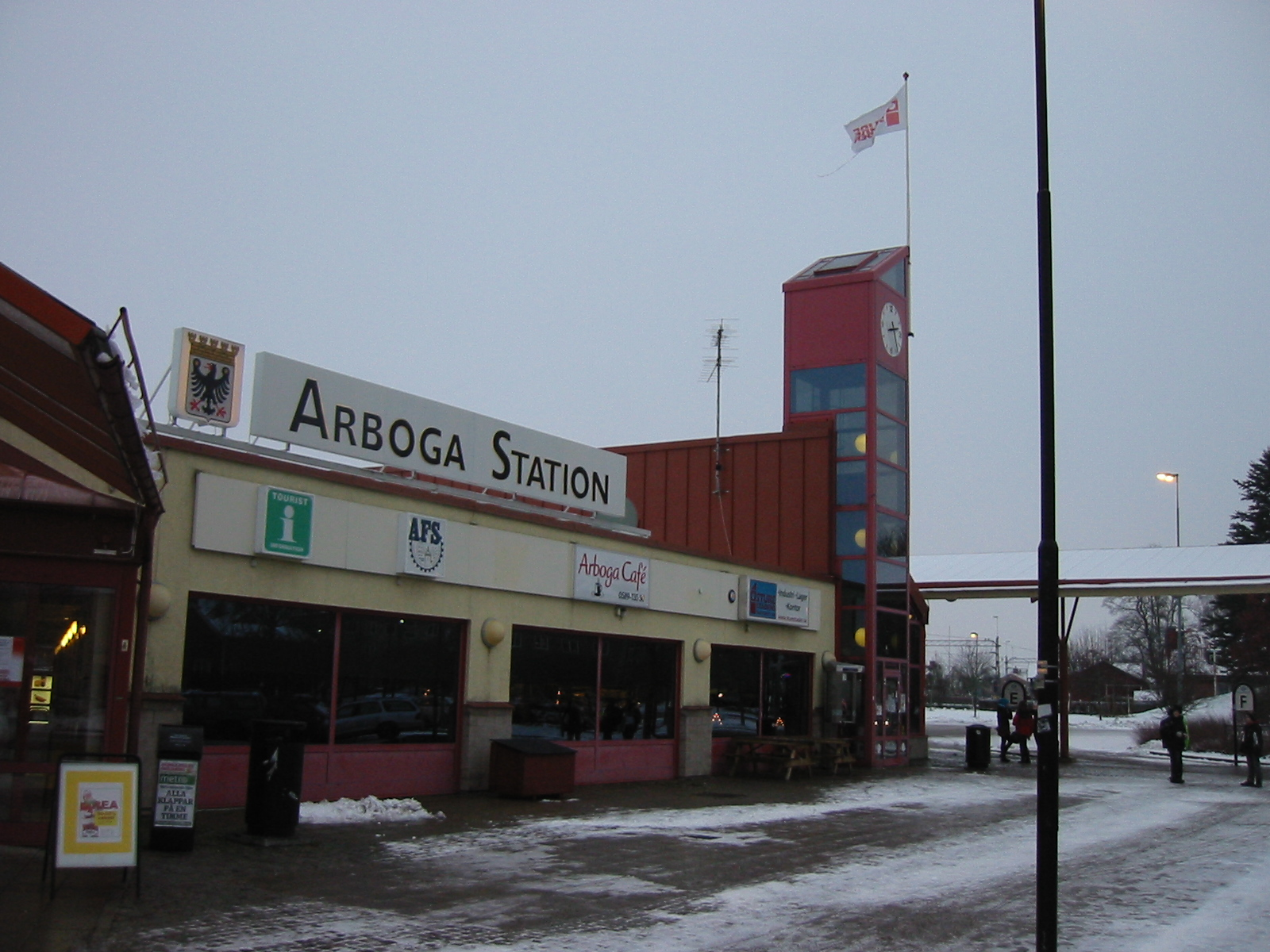
Den nya stationen i Arboga